# Chironomus compterus
Chironomus compterus är en tvåvingeart som först beskrevs av Walker 1856.  Chironomus compterus ingår i släktet Chironomus och familjen fjädermyggor. Inga underarter finns listade i Catalogue of Life.